# نسان ار 382
نسان ار 382 (بالإنجليزية: Nissan R382)‏ هي سيارة سباق من صناعة نيسان موتورز.